# Solenosthedium
Solenosthedium is een geslacht van wantsen uit de familie van de Scutelleridae (Pantserwantsen). Het geslacht werd voor het eerst wetenschappelijk beschreven door Maximilian Spinola in 1837.

## Soorten
Het genus bevat de volgende soorten:

- Solenosthedium bilunatum (Lefebvre, 1827)
- Solenosthedium chinense Stål, 1854
- Solenosthedium liligerum (Thunberg, 1783)
- Solenosthedium lynceum (Fabricius, 1803)
- Solenosthedium planiusculum Reuter, 1913
- Solenosthedium rubropunctatum (Guérin-Méneville, 1830)
- Solenosthedium schultzi Schouteden, 1903
- Solenosthedium superbum Schouteden, 1908